# Paradisaea
Paradisaea är ett fågelsläkte i familjen paradisfåglar inom ordningen tättingar. Släktet omfattar sex arter med utbredning på Nya Guinea och öar direkt väster om:
- Kejsarparadisfågel (P. guilielmi)
- Rödstjärtad paradisfågel (P. rubra)
- Lavendelbröstad paradisfågel (P. decora)
- Mindre paradisfågel (P. minor)
- Raggiparadisfågel (P. raggiana)
- Större paradisfågel (P. apoda)

Blå paradisfågel (Paradisornis rudolphi) inkluderades tidigare i släktet. 